# Nitrofural
Nitrofural (Handelsname Furacin) ist ein Arzneistoff aus der Gruppe der antibiotischen Nitrofurane. Er wird in der lokalen Behandlung von oberflächlichen infizierten Hauterkrankungen und Wundinfektionen durch pathogene nitrofuralempfindliche Bakterien eingesetzt.

## Anwendung

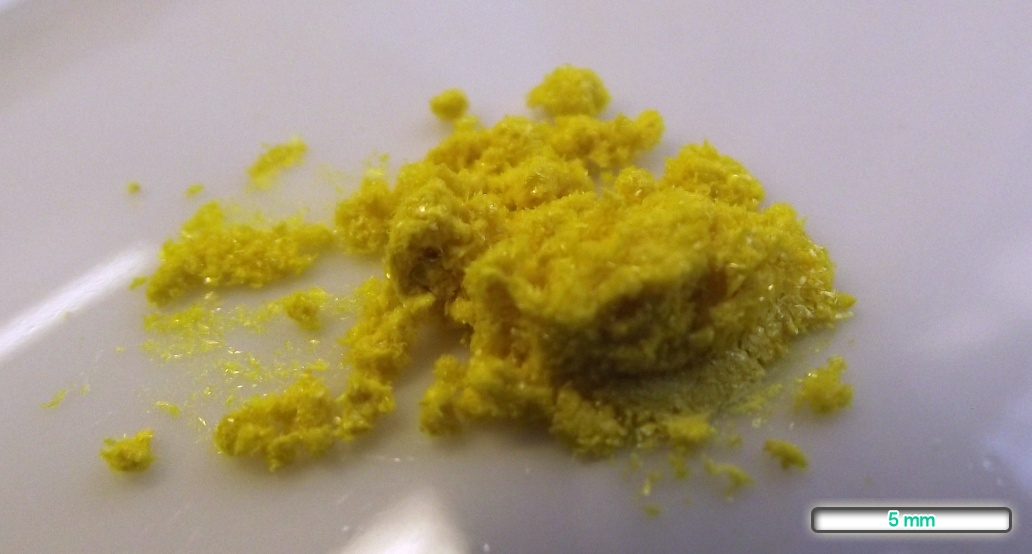
Nitrofural als kristallines Pulver

Mit Nitrofural imprägnierte Blasenkatheter konnten bei erwachsenen Patienten das Risiko von katheterassoziierten Infektionen der Harnröhre senken.
Bei Patienten mit eingeschränkter Nierenfunktion besteht jedoch eine Anwendungsbeschränkung. Erfahrungen über die Anwendung beim Menschen liegen vor; der Wirkstoff ist in Deutschland unter dem Handelsnamen Furacin-SOL auf dem Markt. Der Tierversuch erbrachte Hinweise auf embryotoxische/teratogene Wirkungen. Daher sollte Nitrofural nicht bei Schwangeren verwendet werden. Es ist nicht bekannt, ob die Substanz in die Muttermilch übergeht, daher sollte von Verwendung des Nitrofurals während der Stillzeit abgesehen werden.

## Nebenwirkungen
Gelegentlich werden allergische Reaktionen mit Hautrötungen und Juckreiz beobachtet.